# آرون کرسول
آرون کرسول (انگلیسی: Aaron Cresswell؛ زادهٔ ۱۵ دسامبر ۱۹۸۹) یک بازیکن فوتبال اهل بریتانیا است.